# 報われた誠
『報われた誠』（むくわれたまこと、La fedeltà premiata）Hob.XXVIII:10は、フランツ・ヨーゼフ・ハイドンが1780年に作曲し、翌年上演された全3幕からなるイタリア語のオペラ。ドラマ・ジョコーソ（改訂版ではドラマ・パストラーレ・ジョコーソ）と銘打たれているが、まじめな内容と喜劇的な内容が混在している。
日本語の題はほかに『酬いられたまこと』、『報いられたまこと』、『報いられた誠意』、『報われた誠意』など。

## 概要
エステルハーザのオペラ・ハウスは1779年11月18日に火事で失われた。『報われた誠』は再建されたオペラ・ハウスのこけら落としのために作曲された。本来は1780年秋に上演される予定だったが、劇場の再建の遅延のために実際に初演されたのは1781年2月25日だった。
台本はジャンバッティスタ（ジョヴァンニ・バッティスタ）・ロレンツィ(Giovanni Battista Lorenzi)の『誠実な不誠実』(L'infedeltà fedele)で、1779年にチマローザの作曲によってナポリで上演されたばかりだった。
ハイドン版のストーリーは基本的に原作と同じだが、登場人物からヴィオラが除かれ、ヴッツァキオはリンドーロに変更された。ネリーナはメリベーオの娘ではなくなった。原作にあったナポリ方言や下劣なネタは除かれ、人物の性格もより真面目になっている。
コミカルな内容とまじめな内容がまじっているが、まじめなアリアが多い。第1幕のフィナーレは872小節あり、ハイドン最長の音楽になっている。この音楽はおそらくチマローザの原曲にインスピレーションを得ている。また第2幕のフィナーレはグルック『オルフェオとエウリディーチェ』の有名な「復讐の女神たちの踊り」のパロディになっている。通常とは逆に、羊飼いにシリアスな性格、伯爵にコミカルな性格が割り当てられている。また、ニンフや羊飼いの合唱を使っている点が従来のハイドンのオペラと異なる。
翌年少し縮められた改訂版が作られ、1782年9月29日に上演された。1784年12月5日にも再演された。同年の12月19日と20日にはドイツ語に翻訳された版がウィーンのケルントナートーア劇場でも上演され、皇帝ヨーゼフ2世や、おそらくモーツァルトも観た。1785-1787年にはブラチスラヴァで上演された。
1970年にアムステルダムのホラント・フェスティヴァルで復活上演され、1975年にチューリヒで再演された。演出はジャン＝ピエール・ポネルにより、原作の幻想的なディアナ神の祭りやデア・エクス・マキナを再現していた。1976年にはアンタル・ドラティ指揮による録音がフィリップス・レコードから発売された。

## 編成
- ソプラノ4、テノール2、バス2、合唱
- フルート1、オーボエ2、ファゴット1、ホルン2（トランペット持ちかえ）、ティンパニ、弦楽器、通奏低音[8]

## 登場人物
- チェーリア（ソプラノ）- 羊飼いの娘。もとの名はフィッリデ。
- フィレーノ（テノール）- 羊飼いの若者。フィッリデの恋人。
- メリベーオ（バス）- ディアナ神殿の神官。
- ネリーナ（ソプラノ）- ニンフ。
- リンドーロ（テノール）- ネリーナの恋人。
- アマランタ（ソプラノ）- リンドーロの姉妹。
- ペッルッケット伯爵（バス）[9] - 色好みの貴族。
- ディアナ（ソプラノ） - 女神。

## あらすじ
舞台は古代のナポリ近郊のクーマエ。
活発な序曲は狩のホルンの音楽が特徴的で、交響曲第73番「狩」の最終楽章にも転用された。

### 第1幕
ディアナの祭に参加したニンフや羊飼いたちの合唱ではじまる(Bella Dea)。最近クーマエにやってきたばかりのアマランタは、毎年もっとも誠実な恋人を海の怪物の生贄として捧げなければならないというこの町の掟を知る。神官メリベーオは、自分は神官だから生贄にならずに済むと言ってアマランタに言い寄る。
リンドーロとネリーナは恋人だったが、リンドーロの心は羊飼いのチェーリアに傾いていた。ネリーナはリンドーロの姉妹であるアマランタに相談するが、アマランタはかえって怒り、リンドーロとチェーリアを結びつけるようにメリベーオに頼む。アマランタはメリベーオを愛するそぶりを見せる(Per te m'accese amore)。
強盗に追われたペッルッケット伯爵も神殿にやってきて(Salva, salva aiuto)アマランタに愛を告白し、アマランタはその気になる。メリベーオは怒って伯爵を追い払う(Mi dica il mio signore)。
羊飼いフィレーノは恋人のフィッリデが毒蛇に噛まれて死んだと思って嘆いていた(Dove oh Dio rivolgo il piede)。フィレーノに会ったネリーナは、リンドーロの浮気を止めさせる手助けを求める。悲しみの歌を歌うチェーリアにふたりは会う（チェーリアのカヴァティーナ「Placidi ruscelletti」）。フィレーノはチェーリアが恋人のフィッリデ本人であることを知って喜ぶが、チェーリアは生贄に選ばれることを避けるためにわざとフィーリオを冷淡に扱い、フィーリオは裏切られたと思って悲しむ(Miseri affetto miei)。気の多い伯爵はアマランタの怒りをかう(Vanne, fuggi, traditore)。
メリベーオはチェーリアにリンドーロと結婚するか、フィレーノとともに怪物の生贄になるかの選択を迫る。チェーリアはフィレーノに逃げるようにネリーナに伝えてもらう(Deh soccorri un infelice)。伯爵はネリーナにも言い寄ろうとして失敗する。
チェーリアはリンドーロを選ばないとフィレーノを殺すとメリベーオに言われ、強制的にリンドーロを選ばされる。
突然ネリーナがサテュロスたちに追いかけられて登場する。サテュロスがチェーリアをさらっていくところで幕になる。

### 第2幕
チェーリアは羊飼いたちに助けられる。
メリベーオはアマランタを我が物とするために、こんどは伯爵とチェーリアを結びつける算段をたて、その計画に邪魔になるフィーリオをネリーナに結びつけようとする。フィーリオは冷淡なチェーリアに見せつけるためにわざとネリーナを愛するふりをする。
狩人たちはディアナの祭祀に使う犠牲の動物を狩る。伯爵は熊に追いかけられる。アマランタは猪に追いかけられて気絶し、フィーリオが猪を倒して助ける。アマランタが目覚めた後に伯爵はそれを自分の手柄にしようとするが(Di questo audace ferro)、猪が身動きすると逃げてしまう。
洞窟にやってきたフィレーノは自殺しようとし(Bastano i pianti)、自分の運命を近くの木に矢で刻もうとするが、矢が折れて諦めて去る。その後刻まれた文言を読んだチェーリアは自分も死のうとする(Ah come il core - Ombra del caro bene)。
メリベーオは伯爵を洞窟に呼びだし、チェーリアと一緒にいるところを捕え、ふたりが「誠実な恋人」として女神の生贄に選ばれたことを宣言する。

### 第3幕
チェーリアはフィレーノに真実を説明するが、フィレーノは信じようとしない（二重唱「Ah se tu vuoi ch'io viva」）。
しかしその後フィレーノはチェーリアを救うために自ら怪物の生贄になろうとする。怪物は雷鳴とともに女神ディアナに変わる。ディアナはフィレーノの自己犠牲の精神をほめたたえ、クーマエには生贄を捧げる必要がなくなったことを宣言する。メリベーオはディアナの矢に倒れる。チェーリアとフィレーノ、ネリーナとリンドーロ、アマランタと伯爵の3対のカップルの誕生によって幕が降りる(Quanto più diletta e piace)。